# Right Here, Right Now
「Right Here, Right Now」（ライト ヒアー　ライト ナウ）は、WEST SIDEの2枚目のシングル。2001年11月7日発売。

## 解説
プロモーションビデオは前回と一緒で、井筒和幸が撮影。オリコン初登場26位。
ラップは、キングコング梶原が担当。
「Hit The Road Jack」は梶原と宇治原のみが歌う。この楽曲は彼らのオリジナル曲ではなく、1961年に発表されたレイ・チャールズの同名曲のカバー。

## 収録曲
1. Right Here, Right Now
  - 作詞・作曲:横山輝一
2. Hit The Road Jack
  - 作詞：パーシー・メイフィールド/伊藤洋介、作曲:パーシー・メイフィールド
3. Right Here, Right Now (Instrumental)